# Раданова, Евгения
Евгения Николова Рада́нова (болг. Евгения Николова Раданова; 4 ноября 1977, София) — болгарская спортсменка, выступавшая как на зимних, так и на летних Олимпийских играх, бывшая мировая рекордсменка и трёхкратная призёр зимних Олимпийских игр 2002 и 2006 годов в шорт-треке. Двукратная чемпионка мира и многократная призёр чемпионатов, многократная чемпионка и призёр Европы.

## Спортивная карьера
Евгения Раданова родилась в Софии, где и начала заниматься шорт-треком в возрасте 10 лет. Её мама, Стоянка изначально хотела, чтобы она была фигуристкой, но Евгения увидела, как дети катаются по кругу, и решила, что лучше сделает это. Она начала тренироваться в клубе "Славия София"и стала одной из первых в Болгарии заниматься этим видом спорта. Её тренером с самого начала и до конца карьеры был Иван Пандов.
В 1987 году её тренер взял Евгению на первые соревнования в Софии. Все участники выступали тогда в фигурных коньках. В 1989 году она приняла участие в своих первых международных соревнованиях и познакомилась с венгерской фигуристкой, которая носила коньки для шорт-трека: она впервые увидела их. В 1990 году итальянская федерация подарила болгарской федерации 15 пар шорт-трековых коньков для начинающих. Начала участвовать в международных чемпионатах с 1994 года.
В сезоне 1998/99 она выиграла свою первую гонку Кубка мира. В последующие годы она регулярно занимала пьедесталы почета и занимала призовые места в общем зачете Кубка мира, в том числе одержала победу на дистанции 500 метров в сезоне 2000/01 годов.
В ноябре 1998 года она побила мировой рекорд на 1500 метров, установленный кореянкой Ким Юн Ми, на 3 сотые секунды. Она установила рекордное время 2:25,14 сек на Кубке мира в Будапеште.
В октябре 2000 года в Прово Раданова столкнулась с китайской спортсменкой Ян Ян (А) в последнем повороте суперфинала соревнований. После падения обе спортсменки остались лежать. После нескольких минут на льду её доставили в больницу с переломом правого локтя. После двухмесячного перерыва болгарка получила ещё одну тяжелую рваную рану слева от подбородка в ноябре 2001 года. Травма произошла во время тренировки в Софии со сборной Болгарии, когда товарищ по команде перед ней упал, порезав ей лицо лезвием конька.
Испугавшись инцидентов, она на короткое время решила уйти из шорт-трека, прежде чем в конечном итоге вернуться на лед.
Радановой долгое время принадлежал мировой рекорд в шорт-треке на дистанции 500м (43,671 сек.), установленный 19 октября 2001 года в Калгари. Она участвовала в феврале 2002 года в зимних Олимпийских играх в Солт-Лейк-Сити, где выиграла серебро в беге на 500 метров и бронзу на дистанции 1500 метров. Таким образом, она стала первой болгаркой, выигравшей несколько медалей на зимних Олимпийских играх.
После Олимпийских игр в Солт-Лейк-Сити в 2002 году с Радановой связался тренер по велоспорту на треке, который убедил ее попытать счастья в велоспорте на треке. Уже в 2003 году она участвовала в спринте на чемпионате мира по велоспорту на треке в Штутгарте, где заняла 14-е место.  В 2004 году она соревновалась в заезде на 500 метров на летних Олимпийских играх в Афинах по велоспорту на треке и заняла там 12-е место.
В 2006 году она вернула себе титул чемпионки Европы, затем выиграла серебро в беге на 500 метров на зимних Олимпийских играх в Турине и стала единственным европейским призёром среди женщин в шорт-треке на индивидуальных дистанциях.
Наконец, в 2007 году она в последний раз выиграла чемпионат Европы. За свою карьеру она выиграла 47 медалей, в том числе 37 золотых, на чемпионате Европы по шорт-треку. Многократная чемпионка Европы (рекордсмен по количеству золотых медалей и сумме всех медалей), двукратная чемпионка мира, четырёхкратная победительница Универсиад. Раданова жила и тренировалась в Италии, хотя в официальных документах ИСУ местом жительства указана София.
Она также приняла участие в соревнованиях по шорт-треку в рамках зимних Всемирных военно-спортивных игр 2010 года, где победила в гонке на 1500 метров. В 2010 году она прекратила карьеру после чемпионата Европы, организованного в её родном городе Софии. Там она объявила, что хочет посвятить себя обучению следующего поколения болгарских конькобежцев на шорт-треке.

## Карьера тренера
Евгения Раданова на сегодняшний день работает тренером по шорт-треку молодых и юных талантов в Болгарии.

## Результаты на Олимпийских играх в шорт-треке
| Олимпийские игры    | 500 м | 1000 м | 1500 м | Эстафета |
| ------------------- | ----- | ------ | ------ | -------- |
| 1994 Лиллехаммер    | 23    | 21     | н/д    | —        |
| 1998 Нагано         | 14    | 11     | н/д    | —        |
| 2002 Солт-Лейк-Сити | 2     | 5      | 3      | 6        |
| 2006 Турин          | 2     | DSQ    | 6      | —        |
| 2010 Ванкувер       | 9     | 25     | 7      | —        |

## Итоговые места по результатам Кубка мира
- 1999 — 2
- 2000 — 2
- 2001 — 2
- 2002 — 2
- 2003 — 3
- 2004 — 6
- 2005 — 5
- 2006 — 2

## Личная жизнь
Раданова окончила Национальную спортивную академию в Софии, где изучала тренерскую работу. На Олимпийских играх 2014 года она комментировала соревнования по шорт-треку для болгарского национального телевидения. С 6 августа по 7 ноября 2014 года она была министром молодежи и спорта в 90-м правительстве Болгарии, которое являлось временным правительством, сформированным в период после отставки премьер-министра Пламена Орешарского и досрочных парламентских выборов 5 октября 2014 года. Она говорит на болгарском, английском и итальянском языках.